# Louis Kihneman

Bischofswappen von Louis Frederick Kihneman

Louis Frederick Kihneman (* 17. Februar 1952 in Lafayette, Louisiana) ist ein US-amerikanischer Geistlicher und römisch-katholischer Bischof von Biloxi.

## Leben
Louis Kihneman empfing am 18. November 1977 durch Bischof Thomas Joseph Drury die Priesterweihe für das Bistum Corpus Christi.
Papst Franziskus ernannte ihn am 16. Dezember 2016 zum Bischof von Biloxi. Der Erzbischof von Mobile, Thomas John Rodi, spendete ihm am 28. April des folgenden Jahres die Bischofsweihe. Mitkonsekratoren waren sein Amtsvorgänger Roger Paul Morin und der Bischof von Corpus Christi, William Michael Mulvey. Sein Wahlspruch The Lord is my Shepherd (deutsch: Der Herr ist mein Hirte) ist dem Psalm 23 entnommen.